# رود آندالین
رود آندالین رودی است که به خلیج کنسپسیون می‌ریزد. این رود از کشور شیلی می‌گذرد.
این رود در شمال شرقی شهر فلوریدا شروع شده و با حرکت به سوی غرب، از شهر کنسپسیون در شیلی عبور کرده و پس از گذر از کمونه های پنکو و تالکاهوانو به خلیج کنسپسیون میریزد.